# Bikube
En bikube er en bolig for en bifamilie. Den fremstilles traditionelt af halm. Omtrent halvkugleform med et tværsnit på 60–70 cm. I nyere tid bruges kuber kun til indfangning og transport af bisværme. Tidligere blev noget større kuber anvendt som vedvarende bolig for bier, der blev holdt af mennesker (kubebiavl). En bikube er en superorganisme.
I modsætning til et bistade, der i det sidste 100 år har været enerådende i biavlen, bygger bierne deres vokskager frit i kuben. Det betyder, at biavleren ikke har mulighed for at tilse vokskagerne eller fjerne enkelte vokskager fx med henblik på honninghøst.
I Antikkens Grækenland var guden Aristaios hyrdeguden for bikuber og hjorte.